# Leslie David Baker
Leslie David Baker (Chicago, 19 febbraio 1958) è un attore statunitense, noto soprattutto per aver interpretato Stanley Hudson in The Office, un ruolo che gli è valso due Screen Actors Guild Award per il miglior cast in una serie commedia nel 2006 e nel 2007.

## Biografia
Leslie David Barker ha studiato psicologia alla Loyola University Chicago e pedagogia speciale al Spertus Institute for Jewish Learning and Leadership di Chicago. Alla fine degli anni 90 Baker lasciò Chicago e si trasferì a Los Angeles dove, dopo una serie di piccoli ruoli in diverse serie TV, ottenne il ruolo di Stanley Hudson in The Office. Dopo essere stato un personaggio ricorrente per la prima stagione, Baker fu promosso membro del cast principale per le otto stagioni rimanenti.

## Filmografia parziale

### Cinema
- Elizabethtown, regia di Cameron Crowe (2005)
- Wish I Was Here, regia di Zach Braff (2014)
- Pupazzi senza gloria (The Happytime Murders), regia di Brian Henson (2018)

### Televisione
- Giudice Amy (Judging Amy) - serie TV, 1 episodio (2000)
- Malcolm - serie TV, 1 episodio (2000)
- That '70s Show - serie TV, 1 episodio (2001)
- The Guardian - serie TV, 3 episodi (2001-2003)
- Just Shoot Me! - serie TV, 1 episodio (2002)
- Scrubs - Medici ai primi ferri (Scrubs) - serie TV, 1 episodio (2003)
- Line of Fire - serie TV, 1 episodio (2004)
- The Office - serie TV, 188 episodi (2005-2013)
- The Exes - serie TV, 1 episodio (2015)
- Scorpion - serie TV, 2 episodi (2016)
- Still the King - serie TV, 9 episodi (2016)
- Life in Pieces - serie TV, 1 episodio (2017)
- A casa di Raven (Raven's Home) - serie TV, 2 episodi (2017)
- Ryan Hansen Solves Crimes on Television - serie TV, 1 episodio (2017)

### Doppiaggio
- The Life & Times of Tim - serie TV, 1 episodio (2012)
- Austin & Ally - serie TV, 1 episodio (2015)
- Puppy Dog Pals - serie TV, 15 episodi (2017)
- Capitan Mutanda - Il film (Captain Underpants: The First Epic Movie), regia di David Soren (2017)
- Pupazzi senza gloria (The Happytime Murders), regia di Brian Henson (2018)

## Doppiatori italiani
Nelle versioni in italiano delle opere in cui ha recitato, Leslie David Baker è stato doppiato da:
- Vladimiro Conti in Malcolm
- Mauro Magliozzi in Scrubs - Medici ai primi ferri
- Wladimiro Grana in The Office (st. 1-4)
- Elio Zamuto in The Office (st. 5-9)
- Massimo Corvo in Pupazzi senza gloria